# Famille de la langue des signes britannique
La famille de la langue des signes britannique est une famille de langue des signes issue historiquement d'une variété prototype de la langue des signes britannique (BSL).

## Langues

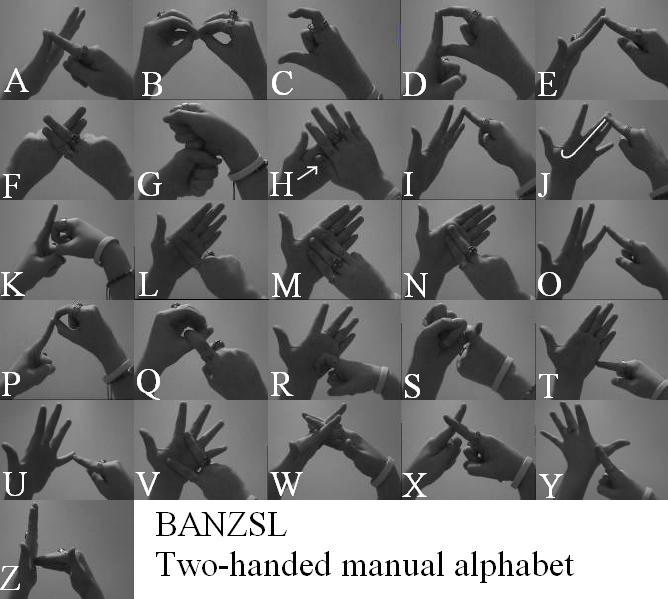
Alphabet bimanuel commun aux langues de la BANZSL.

La famille de la langue des signes britannique comprend les langues des signes suivantes :
- la langue des signes britannique moderne de Grande-Bretagne ;
- la langue des signes australienne utilisée en Australie ;
- la langue des signes néo-zélandaise utilisée en Nouvelle-Zélande ;
- la langue des signes nord-irlandaise utilisée en Irlande du Nord[1] ;
- la langue des signes sud-africaine utilisée en Afrique du Sud ;
- la langue des signes indienne utilisée en Inde ;
- la langue des signes pakistanaise utilisée au Pakistan ;
- la langue des signes papouasienne utilisée en Papouasie-Nouvelle-Guinée ;
- la langue des signes népalaise utilisée au Népal ;
- la langue des signes maritime du Canada à l'est du Québec[2].

### BANZSL

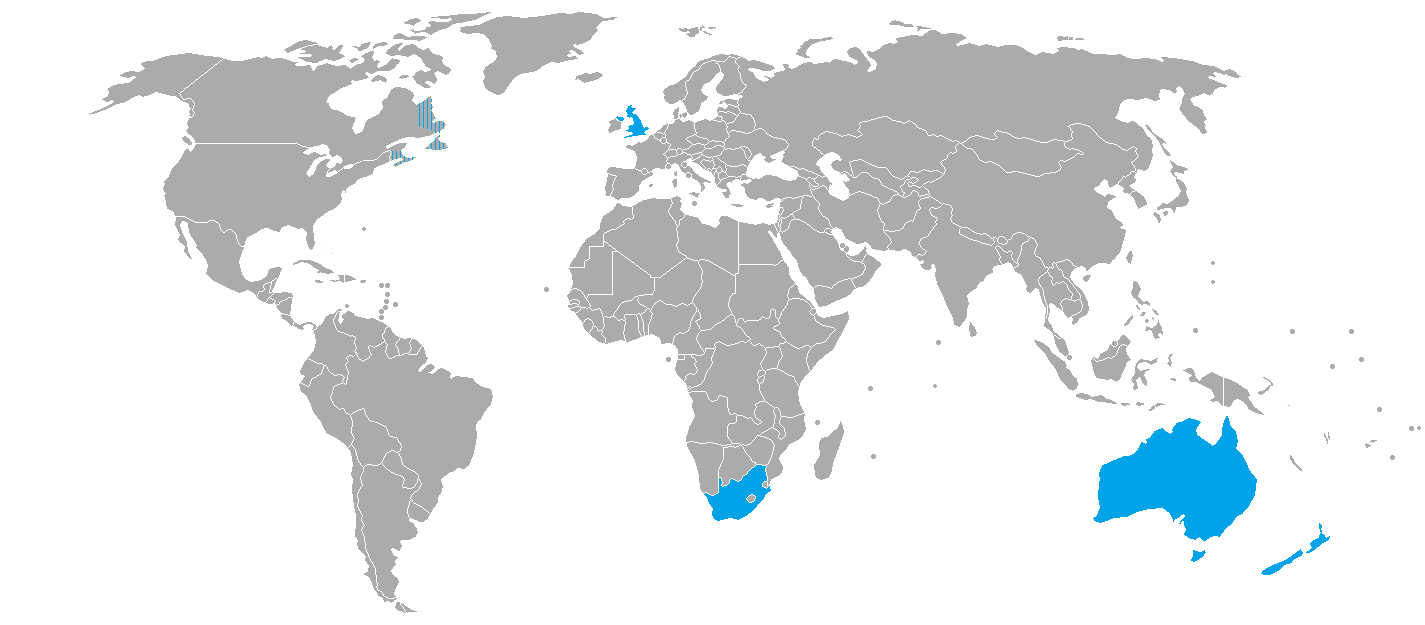
Les pays où l'on communique dans une des langues des signes de la BANZSL.

Il existe beaucoup de similitudes structurelles entre les langues des signes australienne, britannique et néo-zélandaise ainsi qu'une forte intelligibilité mutuelle. Les linguistes utilisent parfois le sigle BANZSL (British, Australian and New-Zealand Sign Language) pour se référer à elles comme à un groupe, tout en reconnaissant chacune comme une langue distincte.

## Caractéristiques
Les langues de cette famille ont la particularité  d'utiliser, comme code manuel alternatif pour encoder les mots de la langue orale des entendants, un alphabet bimanuel.
Il n'y a pas de réelle intelligibilité mutuelle entre les langues de la famille de la langue des signes britannique et les langues des signes appartenant à d'autres familles de langues.